# Kulstötning för herrar i friidrott vid olympiska sommarspelen 1972
Kulstötning för herrar vid olympiska sommarspelen 1972 i München avgjordes 8-9 september. 

## Medaljörer
| Gren        | Guld                    | Guld         | Silver             | Silver  | Brons                            | Brons   |
| Kulstötning | Władysław Komar · Polen | 21,18 m (OR) | George Woods · USA | 21,17 m | Hartmut Briesenick · Östtyskland | 21,14 m |

## Resultat

### Kval
| Placering | Namn                     | Nationalitet    | Grupp | Notering | Första kastet | Andra kastet | Tredje kastet |
| --------- | ------------------------ | --------------- | ----- | -------- | ------------- | ------------ | ------------- |
| 1         | Władysław Komar          | Polen           | A     | 20.60    | 20.60         | p            | p             |
| 2         | Hartmut Briesenick       | Östtyskland     | B     | 20.38    | 20.38         | p            | p             |
| 3         | Heinfried Birlenbach     | Östtyskland     | B     | 20.10    | 20.10         | p            | p             |
| 4         | George Woods             | USA             | A     | 19.96    | 19.96         | p            | p             |
| 5         | Brian Oldfield           | USA             | B     | 19.95    | 19.95         | p            | p             |
| 6T        | Al Feuerbach             | USA             | A     | 19.94    | 19.94         | p            | p             |
| 6T        | Vilmos Varjú             | Ungern          | B     | 19.94    | 19.94         | p            | p             |
| 8         | Yves Brouzet             | Frankrike       | A     | 19.87    | 19.87         | p            | p             |
| 9         | Jaroslav Brabec          | Tjeckoslovakien | A     | 19.82    | 19.82         | p            | p             |
| 10        | Jaromír Vlk              | Tjeckoslovakien | B     | 19.61    | x             | 18.20        | 19.61         |
| 11        | Seppo Simola             | Finland         | A     | 19.49    | 19.49         | p            | p             |
| 12        | Lahcen Samsam Akka       | Marocko         | B     | 19.36    | 18.98         | 19.36        | p             |
| 13        | Rimantas Plungė          | Sovjetunionen   | B     | 19.18    | 18.97         | 19.18        | p             |
| 14        | Bruce Pirnie             | Kanada          | B     | 19.18    | 19.18         | p            | p             |
| 15        | Ralf Reichenbach         | Västtyskland    | A     | 19.14    | 19.14         | p            | p             |
| 16        | Traugott Glöckler        | Västtyskland    | B     | 19.11    | 18.15         | 19.11        | p             |
| 17        | Hans-Peter Gies          | Östtyskland     | A     | 19.06    | 19.06         | p            | p             |
| 18        | Heinz-Joachim Rothenburg | Östtyskland     | A     | 19.03    | 19.03         | p            | p             |
| 19        | Ivan Ivančić             | Jugoslavien     | B     | 18.95    | 18.80         | 18.95        | x             |
| 20        | Geoff Capes              | Storbritannien  | B     | 18.94    | 18.94         | 18.72        | 18.79         |
| 21        | Arnjolt Beer             | Frankrike       | B     | 18.74    | 18.55         | 18.74        | 18.21         |
| 22        | Aleksandr Baryshnikov    | Sovjetunionen   | A     | 18.65    | 18.45         | 18.41        | 18.65         |
| 23        | Les Mills                | Nya Zeeland     | B     | 18.38    | 17.61         | 18.38        | x             |
| 24        | Bo Grahn                 | Finland         | B     | 18.20    | x             | x            | 18.20         |
| 25        | Loukas Louka             | Grekland        | A     | 17.48    | 17.47         | 17.48        | x             |
| 26        | Jugraj Singh             | Indien          | A     | 17.15    | x             | 17.15        | 16.69         |
| 27        | Phil Conway              | Irland          | B     | 16.69    | 16.16         | 15.76        | 16.69         |
| 28        | Christopher Okonkwo      | Nigeria         | A     | 16.51    | 14.98         | x            | 16.51         |
| 29        | Hussein Al-Taib Maki     | Saudiarabien    | A     | 11.57    | x             | 11.57        | 10.77         |
| -         | Youssef Nagui Assaad     | Egypten         | A     | DNS      |               |              |               |
| -         | Bjorn Andersen           | Norge           | A     | DNS      |               |              |               |
| -         | William Tancred          | Storbritannien  | A     | DNS      |               |              |               |
| -         | Aristides Lanier         | Kuba            | B     | DNS      |               |              |               |
| -         | Salvatore Morale         | Italien         | B     | DNS      |               |              |               |
| -         | Vassil Kroumov           | Bulgarien       | B     | DNS      |               |              |               |

### Final
| Placering | Namn                     | Nationalitet    | Mark  | Kast 1 | Kast 2 | Kast 3 | Kast 4 | Kast 5 | Kast 6 | Noteringar |
| --------- | ------------------------ | --------------- | ----- | ------ | ------ | ------ | ------ | ------ | ------ | ---------- |
| 1         | Władysław Komar          | Polen           | 21.18 | 21.18  | x      | 20.55  | 20.74  | 20.80  | x      | OR         |
| 2         | George Woods             | USA             | 21.17 | 20.55  | 20.17  | 20.71  | 21.17  | 20.88  | 21.05  |            |
| 3         | Hartmut Briesenick       | Östtyskland     | 21.14 | 20.97  | 20.91  | 21.02  | 21.14  | 20.61  | 20.54  |            |
| 4         | Hans-Peter Gies          | Östtyskland     | 21.14 | 21.14  | 21.00  | 21.01  | 20.62  | x      | x      |            |
| 5         | Al Feuerbach             | USA             | 21.01 | 20.90  | 20.29  | x      | 20.86  | 21.01  | 20.28  |            |
| 6         | Brian Oldfield           | USA             | 20.91 | 20.85  | 20.60  | 20.87  | 20.54  | 20.91  | 20.13  |            |
| 7         | Heinfried Birlenbach     | Västtyskland    | 20.37 | 20.37  | x      | x      | 19.89  | x      | 20.13  |            |
| 8         | Vilmos Varjú             | Ungern          | 20.10 | 20.10  | x      | x      | x      | 19.67  | 19.65  |            |
| 9         | Jaromír Vlk              | Tjeckoslovakien | 20.09 | 19.66  | 20.09  | x      |        |        |        |            |
| 10        | Jaroslav Brabec          | Tjeckoslovakien | 19.86 | 19.61  | 19.86  | 19.60  |        |        |        |            |
| 11        | Heinz-Joachim Rothenburg | Östtyskland     | 19.74 | 19.74  | x      | x      |        |        |        |            |
| 12        | Yves Brouzet             | Frankrike       | 19.61 | 19.42  | 19.61  | 19.49  |        |        |        |            |
| 13        | Ralf Reichenbach         | Västtyskland    | 19.48 | 19.48  | x      | x      |        |        |        |            |
| 14        | Rimantas Plungė          | Sovjetunionen   | 19.30 | 19.30  | x      | x      |        |        |        |            |
| 15        | Lahcen Samsam Akka       | Marocko         | 19.11 | 19.11  | x      | x      |        |        |        |            |
| 16        | Seppo Simola             | Finland         | 19.06 | 18.91  | 19.06  | x      |        |        |        |            |
| 17        | Bruce Pirnie             | Kanada          | 18.90 | 18.90  | x      | x      |        |        |        |            |
| 18        | Traugott Glöckler        | Västtyskland    | 18.85 | 18.85  | 18.47  | x      |        |        |        |            |

Key:  p = giltigt; x = ogiltigt; NM = ingen notering; T = oavgjort; DNS = Startade inte